# 张之洞
张之洞（1837年9月2日—1909年10月4日）。字孝达，一字香涛，号香岩，又号壶公、无竞居士，晚年自号抱冰，人称“张香帅”，直隶天津府南皮县（今河北省沧州市南皮县）人，晚清重臣。道光十七年八月初三生于贵州。咸丰二年（1852年）15岁中顺天乡试解元，同治二年（1863年）中進士第三名探花，據說是因為慈禧太后喜歡张之洞的文章，因此破例提拔，授翰林院编修。歷任教习、侍读、侍讲、内阁学士、山西巡抚、两广总督、湖广总督、两江总督（多次署理，从未实授）、军机大臣等职，官至體仁閣大學士。
張之洞早年一度是清流派健将，后成为洋务派的主要代表人物，大力倡導「中學為體，西學為用」。他注重教育和治安，主導了中國近代的警察制度，对清末教育和社會發展有很大的影响。還曾創辦漢陽鐵廠、大冶鐵礦、湖北槍砲廠等。八國聯軍入侵時，大沽砲台失守，张之洞會同两江总督劉坤一與駐上海各國領事議訂“東南互保”，並鎮壓維新派的唐才常、林圭、秦力山等自立軍起義，光緒三十四年（1908年11月），以顧命重臣晉太子太保，次年宣統元年（1909年）病卒，諡文襄。著有《廣雅堂集》。張之洞與曾國藩、李鸿章、左宗棠并稱「晚清四大名臣」。

## 生平

### 早年
清宣宗道光十七年八月初三日（1837年9月2日），張之洞出生於貴州。张中进士后，先进翰林院当编修，到光绪初年时已是正六品国子监司业，并任四川学政，光绪二年夏主持府考，其时四川东乡发生血案，东乡县大多数考生的答卷上写的不是考题内容，而是东乡血案的经过，以此拒考，并为死难乡民申冤。张之洞综合考生所陈情节，结合当地民间议论，知悉了事件真相，之后面见慈禧太后时巧妙表达翻案请求，结果不仅慈禧允准，自己一天之内连上三道奏折。结果到了光绪五年（1879年）十月，慈禧命刑部将东乡血案平反昭雪，判决东乡知县孙定扬、四川提督李有恒犯滥杀无辜罪，由原来的革职改为秋后处斩；判前後任四川总督文格、丁宝桢等人犯渎职包庇罪，交刑部议处；其他数十名相关官员均依法量刑定罪。东乡血案不再是“叛逆”，而是“闹粮仇鬥”，而主要的农民领袖袁廷蛟则是“引贼劫掠，罪犯应斩”，后被丁宝桢暗中派狱卒在监狱里打死了事。而经过东乡血案一役，张之洞从此官运亨通，渐以清流派健将面目出现。
1884年（光緒十年）中法战争时，由山西巡抚升任两广总督，起用退休老将冯子材，在广西边境击败法军。又设广东水陆师学堂，立广雅书院，武备文事并举。

### 經歷
1889年（光緒十五年）至1907年（光緒三十三年）任湖广总督。在英國、德國支持下，成为后起的洋务派首领。督鄂期间，着力扶持民族工业，先后开办汉阳铁厂、湖北兵工厂、马鞍山煤矿、湖北织布局、湖北缫丝局等重轻工业企业，并筹办芦汉铁路，並獲得成功，而這些政績也使他成為世界經濟史上最偉大的人物之一。他主持修筑的武昌南北长堤和汉口后湖长堤排除水患，划定了20世纪初的武汉三镇与今天的武汉市相近的城市规模，同时支持民族企业家操办水电等现代化市政建设，为武汉自近代以来的繁荣奠定了基础。同年，張之洞上奏慈禧太后，提出鑄造銀圓「龍洋」，抵抗外國貿易銀。
1890年（光緒十六年），创建两湖书院。1893年（光緒十九年），奏请光緒帝创办自强学堂（武汉大学前身）。1894年（光緒二十年），署理两江总督。曾上疏阻和议，要求变通陈法，力除积弊。邀请外国教官训练江南自强军。1895年（光緒二十一年），与袁世凯、徐世昌等都列名参加强学会，并出资赞助。
1896年（光緒二十二年）回武昌，任湖广总督，按照德国制式改造湖北旧军为新式陆军。创办湖北武备学堂。德国教官法金汉后来是第一次世界大战时期德意志帝國总参谋长。同年，请奏创办江南陆师学堂。

1898年（光緒二十四年），发表《劝学篇》，提出“旧学为体，新学为用”，以维护中國傳統伦理纲常，与戊戌变法的激进主张保持距离。戊戌政变后，张之洞以先著《劝学篇》得免议。
1899年（光绪廿五年）处理假光绪帝案。
1900年（光緒二十六年），力主镇压义和团运动，与劉坤一、李鸿章等东南督抚实行东南自保，不理會慈禧太后對聯軍開戰的命令。镇压唐才常自立军起义。
1901年（光緒二十七年）与刘坤一联衔上奏慈禧太后，提出“兴学育才”办法四条，仿日本学制拟定“癸卯学制”（即1903年经修改重颁的《奏定学堂章程》），为全国最早采用的近代教育体制。邀请日本教官训练湖北新军。
1902年（光緒二十八年）继刘坤一，再度署理两江总督。1903年（光緒二十九年）二月上奏《创办三江师范学堂折》，强调办学首重师范，拟“先办一大师范学堂，以为学务全局之纲领”，并委任刘世珩缪荃孙等负责筹建，为近代南京大學之开端。1903年（光緒二十九年）回武昌，任湖广总督。
1905年9月2日，直隸總督袁世凱、湖廣總督張之洞奏請立停科舉，推廣學堂:3。9月9日，張之洞在漢口與英屬香港政府簽訂《香港政府粵漢鐵路借款合同》，總額110萬英鎊，用於贖回粵漢鐵路:4。9月27日，湖廣總督張之洞借英款100萬兩興自來水:6。11月4日，湖廣總督張之洞開辦川漢、漢粵鐵路局:9。12月25日，張之洞以留日學生風潮為革命黨孫文煽動回上海實行革命，電請四川、河南、山東、貴州各省督撫迅速派員各就本省留日學生開導解散會商辦法，以弭後患:14。
1906年，湖北新军经清政府中央练兵处统一编为陆军第八镇和第二十一混成协。2月18日，張之洞奏報湖北、湖南、廣東三省官紳修築鐵路，議定14條款；又奏湖北境內川漢鐵路條建辦法大綱:19。3月23日，清廷命張之洞會同外務部妥為商辦民教相安之法:22。9月2日，張之洞電湖南巡撫龐鴻書，凡新選新補州縣官，均須先自費出洋考察:39。12月9日，湖廣總督張之洞派新軍第八鎮十五協協統王得勝，二十九標標統李襄鄰率步兵三營、炮隊二隊赴萍鄉，會剿萍瀏醴起義軍，12月18日抵萍:51。12月10日，清廷命湖廣總督張之洞、湖南巡撫岑春蓂、江西巡撫吳重憙等分頭剿捕萍瀏醴會黨起義軍，並傳旨申斥吳重憙:51。12月11日，清廷命兩江總督端方、湖廣總督張之洞及湖南巡撫岑春蓂迅派得力營隊，會剿萍瀏醴起義軍，並着江西巡撫吳重憙速飭臬司秦炳直選帶精兵，前往萍鄉一帶相機堵剿:51。12月15日，湖廣總督張之洞續派第三十二標統帶白壽銘率領所部全標三營暨炮隊一隊馳往瀏陽，會剿萍瀏醴起義軍:52。12月18日，清廷以萍瀏醴起義軍大多趨瀏陽，諭仍着端方、張之洞、吳重憙、岑春蓂「嚴飭各軍，合力防剿」:53。12月22日，清廷諭端方、張之洞、岑春蓂，着嚴飭各軍合力兜剿，並嚴密查拿王勝:54。
1907年1月6日，清廷諭內閣着湖廣總督張之洞籌辦曲阜學堂:58。1月11日，張之洞奏請將湖南省商辦鐵路改為官督商辦:59。1月13日，張之洞派兵逮捕劉靜庵，封閉武昌日知會:59。1月14日，清廷重行申明教育宗旨，並命學部會同張之洞議訂曲阜學堂規則，慎選師儒，注重行誼:59。1月24日，張之洞派第三十一標到黃州府捕緝革命黨:60。3月31日，張之洞電郵傳部，請於籌贖京漢鐵路借款總額內代借英款千萬或1,500萬修築湖北境粵漢鐵路、川漢鐵路之用:67。6月12日，張之洞奏湘鄂各軍剿平萍瀏醴會黨情形，請獎出力員弁，清廷諭旨：「仍着嚴飭緝拿匪首姜守旦、龔春台等，務獲懲辦，以淨根株，請獎各員，着該部議奏。」:756月21日，清廷命湖廣總督張之洞為協辦大學士:76。7月2日，湖廣總督張之洞在武昌與德華銀行總辦柯達士面議津鎮鐵路借款自辦大綱:78。7月7日，湖廣總督張之洞以安慶徐錫麟舉義，即派令第八鎮統制張彪、汉军旗湖北候補道李孺率新軍兩營、炮兵一隊並兵輪兩艘赴安徽彈壓:78。7月23日，清廷授協辦大學士張之洞為大學士，仍留湖廣總督任，以鹿傳霖為協辦大學士；張之洞奏准於湖北省城設立存古學堂，以保國粹而息亂源:80。7月27日，清廷以張之洞為體仁閣大學士:80。8月6日，軍機處以安徽巡撫被戕事，電湖廣總督張之洞，嚴防「沿江各省匪徒」，以弭隱患:81。8月7日，湖廣總督張之洞以革命黨各處橫行，人心惶擾，奏請特頒諭旨，化除滿漢畛域，令內外各衙門詳議切實辦法，迅速奏請核定施行，以靖人心，而伐逆謀:81。8月10日，清廷電張之洞迅速到京陛見，湖廣總督着李岷琛暫行護理:82。9月4日，清廷任大學士張之洞、外務部尚書袁世凱為軍機大臣:85。9月14日，湖廣總督張之洞、護理四川總督趙爾豐、護理兩廣總督胡湘林、湖南巡撫岑春煊會奏粵湘川鄂四省於武昌城外新河地方合資興建工廠、制造粵漢鐵路、川漢鐵路所需鋼鐵各項材料，請予立案:87。9月21日，清廷命大學士張之洞管理學部事務:88。
1908年督办粤汉铁路，晋太子太保。慈禧臨終時受顧命，後力劝摄政王载沣不杀袁世凯。
有《张文襄公全集》、《书目答问》。

## 逝世
宣統元年八月二十一日（1909年10月4日）張之洞在北京白米斜街寓所病逝，享壽七十二歲，谥號文襄，安葬於南皮縣雙廟北。陳衍作《張相國傳》。

## 评价

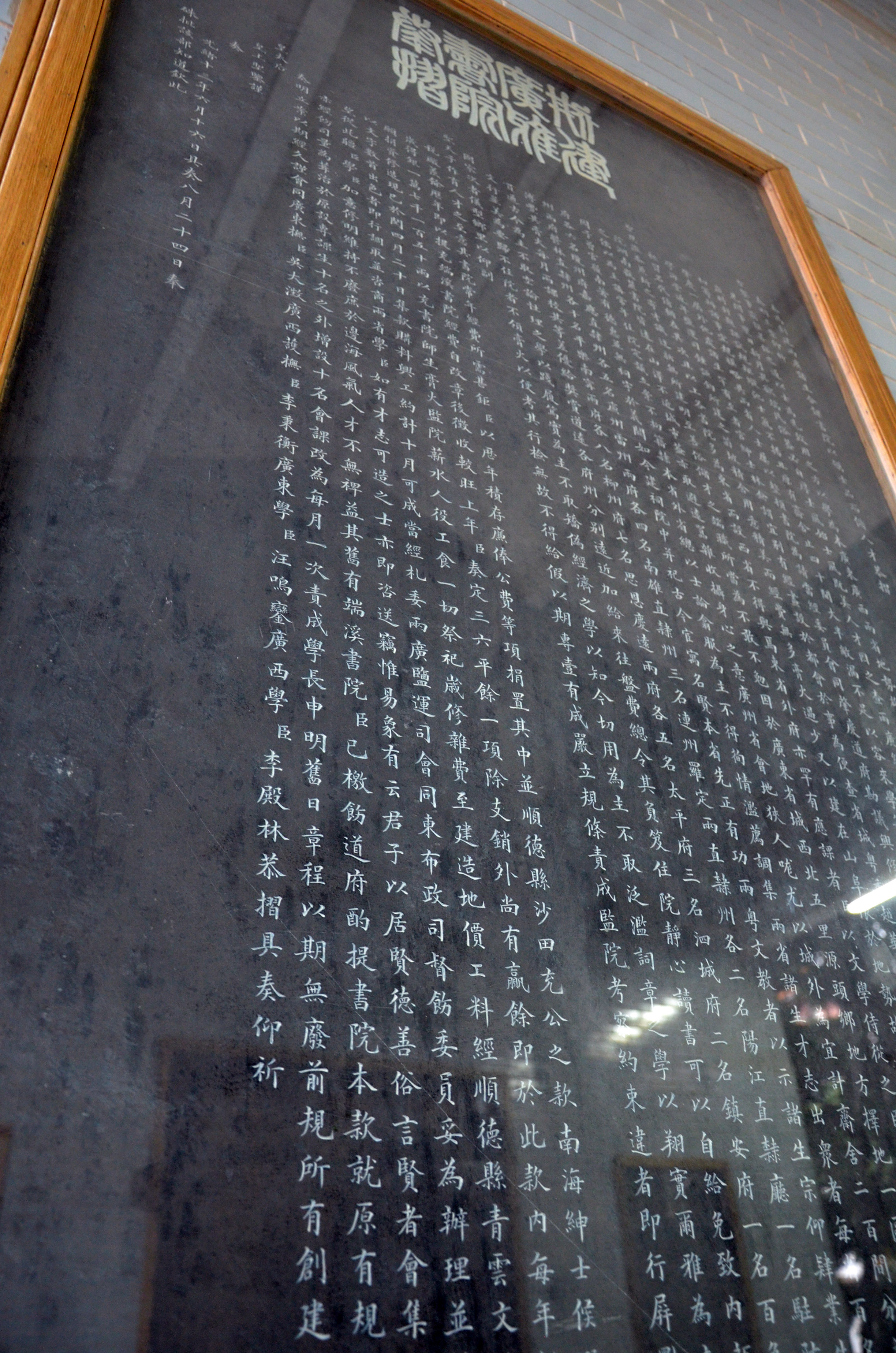
張之洞的《創建廣雅書院奏摺》石刻碑，現存於廣東廣雅中學山長樓。

张之洞是慈禧扶植起来以抗衡湘军和淮军势力的重要人物，又是清流派重要成员，一生在清廷权力的中心周旋，试圖改革中國而又不動政制。他对西方政治、经济、科学技术瞭解甚深，但与以康有为、梁启超为代表的激进改良派持有不同的主张。他對革命黨人採取鎮壓態度。
而另一方面，他又是继曾国藩、李鸿章后，洋务运动的领袖人物，推動清朝軍工改革，因此在清亡后被遗老们视为清朝灭亡的“祸首”。张之洞为官清廉，家族只有薄田若干，即使死后亦不增一亩，但為支撐工厰龐大開支而濫權募資（如抽签捐款），得罪了当地富商。因此，张之洞雖为晚清政治界、思想界、经济界和文学界举足轻重的人物，但树敌颇多，死后毁誉不一，甚至毁多誉少。特別是張之洞對李鴻章似有成見，尤其不滿其身後諡為文忠（似乎更不滿其師曾國藩之文正），不料自己死後是個三等“文襄”。
去世之际，《天津大公报》评论说：观其一生，“张相国毫无宗旨，毫无政见，随波逐流，媚主以求荣之人也。”
梁启超直言张之洞爱名爱身甚于爱国：“除弊之事，最易犯众忌而触众怒，故全躯保位惜名之人，每不肯为之……张之洞且尝与余言，言废八股为变法第一事矣。而不闻其上折请废之者，盖恐触数百翰林、数千进士、数万举人、教十万秀才、数百万童生之怒，惧其合力以谤己而排挤己也。今夫所谓爱国之士，苟其事有利于国者，则虽败己之身，裂己之名，犹当为之。今既自谓爱国矣，又复爱身焉，又复爱名焉，及至三者不可得兼，则舍国而爱身名，至二者不可得兼，又将舍名而爱身……乃浮华之人也。”但他主政湖广多年，百姓口碑颇佳，到處都是自強自詡，包括漢陽鐵廠和江灘的大場面。而且，他在湖北的建樹為日後辛亥革命作出贡献。
孙中山曾称“张之洞是不言革命之大革命家”。
袁世凱曾盛讚張之洞學問。但卻又消遣其不夠務實：「張中堂是講學問的；我是不講學問的，我是講辦事的。」張之洞幕僚辜鴻銘聽聞，憤而斥之。
陈夔龙在其著的《梦蕉亭杂记》里说，“當制軍無仕時，憑恃恩寵，嫉惡如仇，頗有赫赫之名，與南皮（張之洞）、項城（袁世凱）相鼎峙。時論南皮屠財，項城屠民，西林屠官。三屠之名，流傳幾遍中外。又謂南皮有學無術；項城有術無學；西林不學無術。此言殊不盡然。”
鄭孝胥曾說“南皮（張之洞）有學無術，項城（袁世凱）不學有術，西林（岑春煊）無學無術，惟端公（端方）有學有術。”張之洞聽說之後，笑著表示：「我是無術，也無學。不過比項城跟西林多認識了幾個字。袁項城何止有術，根本是多術！至於端方，只是整天蒐集假字畫跟假碑文，這樣也叫做有學？根本是鄭孝胥在巴結。」消遣了鄭、端、袁三人。日本探討近代史1990年名著辛亥革命，認為革命發生在湖北，與張生前任湖北總督的長期包庇革命黨人大有關系。
清政府驻日本学监、汉军旗李孺（原名李寶巽，汉军旗进士胡俊章侄女婿）在其《挽张之洞联》中评论道：“魂魄有知，犹登岘山，羊太傅未忘旧治；庶政躬亲，不舍昼夜，司马公同此忠清”。

## 身后
張之洞墳於1966年农历九月廿六被紅衛兵刨開。在此之后，一说紅衛兵將張氏夫婦尚未腐爛的屍體吊在樹上，後人不敢收屍，任屍體吊在樹上月餘，至被狗啃食；二說张氏夫妇的遗体被红卫兵抬出后放在坟坑东面暴晒了数十天，遗骨不知去向，后来墓地附近的南关村村民张执信应村里胆小妇女提出的要求，和一位王姓老人把曝晒得异味扑鼻的两具尸骨拽到坟地的大坑里，偷偷将张之洞尸体和西侧一位夫人尸体用土掩埋起来。
至2007年6月，其尸骨被重新发现，目前张之洞和夫人遗骨被安置在南皮县烈士陵园，等进一步科学鉴定后，祭奠重葬。
2018年，"张之洞与武汉博物馆"建成开馆，由美国建筑师李布斯金（Daniel Libeskind）设计。

## 逸事
張之洞的作息與常人不同，每天下午二時睡覺，晚上十時起床辦公。大理寺卿徐致祥參劾張之洞辜恩負職，“興居不節，號令無時”。後來兩廣總督李瀚章奏稱：“譽之則曰夙夜在公，勤勞罔懈。毀之者則曰興居不節，號令無時。既未誤事，此等小節無足深論”。
張之洞喜愛貓，在家中養了數十隻貓，其兄張之萬在寫信給張之京時說：“香濤（張之洞）飲食起居，無往不謬。性又喜畜貓，臥室中常有數十頭，每親自飼之食。貓有時遺矢（通屎）于書上，輒自取手帕拭凈，不以為穢。且向左右侍者說：‘貓本無知，不可責怪，若人如此，則不可恕。’”
張之洞對於新翻譯名詞的憎厭，在當時流傳很廣。1908年2月1日，《盛京時報》刊出《張中堂禁用新名詞》短訊一條：「聞張中堂以學部往來公文稟牘，其中參用新名詞者居多，積久成習，殊失體制，已通飭各司，嗣后無論何項文牘，均宜通用純粹中文，毋得抄襲沿用外人名詞，以存國粹。」留日歸國的汪榮寶曾和葉瀾在1903年編纂出版過新名詞詞典《新爾雅》，風行一時。學部司員作出推薦，張之洞指著汪的名字說“是輕薄子，不可用”。還有翰林奉派出國辭行，說：“到國外見到的情形，隨時向中堂‘作報告’。”連說兩句，張都不理。來人以為他沒有聽見，又說了一句。張說：“我不願聽這亡國之音。”有一考生名叫冒征君，字鶴亭，經濟特科考試時在答卷文章中用“盧梭”二字，閱卷考官是張之洞，因而被貶斥不中。當時都中有人寫詩調侃：“贏得南皮喚奈何，不該試卷用盧梭。從今卷起書包去，且應明年進士科”。張之洞有次請幕僚路孝植擬辦學大綱，見擬文有“健康”一詞，便勃然大怒，提筆批道：“健康乃日本名詞，用之殊覺可恨。”擲還。路孝植回曰：“名詞亦日本名詞，用之尤覺可恨。”於是張之洞無奈之下，只好將「日本名詞」改稱「日本土話」。
張之洞喜好建設，動輒用盡官府積蓄，被指為浪費銀兩，且又向當地門閥富豪募款，人称“财屠”。岑春煊喜好彈劾官吏，人稱“官屠”。袁世凯則喜好打仗，殺人無數，人稱“民屠”，并戲称為「清末三屠」。
曾學習古琴，師從黃勉之。

## 家庭
- 父嘉慶十八年（1813）科舉人、贵州知府張鍈。
- 生母再繼妻朱氏（父嘉慶甲戌科進士朱紹恩）。继母蒋氏（父嘉庆十年（1805年）乙丑科进士蔣策；胞姊蒋氏嫁内务府正白旗汉军、道光壬午进士李希增，其父嘉慶十三年（1808）戊辰進士李恩繹）。
- 姊夫同治元年（1862年）壬戌科进士鹿传霖。

张之洞有13个儿子：
- 长子：张权。
  - 曾孙女：张遵颜、张遵领。
- 張頲
- 張仁侃
- 張仁樂
- 張仁涑
- 張仁實
- 十子：張燕卿，滿州國實業大臣。
- 幼子：张仁蠡（排行十三）。
  - 孙女：張厚粲，北京師範大學心理系教授、博士生導師。
  - 孙子：張厚珹；
  - 孙子：張厚珕，北京自来水集团工程师；
  - 孙子：张厚玫，计算机工程师，在美国多年。
  - 孙女：张厚茜， 张厚關
    - 曾孙女：张遵健
      - 玄孫：張法鶴，目前在台灣。

### 引用
1. ↑  .   [2021-12-14]. （原始内容存档于2022-04-09）.
2. ↑  郑师渠. . 北京师范大学出版社. 2007: 161.
3. ↑  .   [2025-01-20]. （原始内容存档于2020-06-24）.《清史研究》2019年第3期（2019年8月15日）出版
4. ↑  蘇雲峰：《三（兩）江師範學堂：南京大學的前身》，台北 中央研究院近代史研究所專刊，1998
5. 1 2 3 4 5 6 7 8 9 10 11 12 13 14 15 16 17 18 19 20 21 22 23 24 25 26 27 28 29 30 31 32  李新總主編，中國社會科學院近代史研究所中華民國史研究室，韓信夫、姜克夫主編 (编). . 北京: 中華書局. 2011. ISBN 9787101079982.
6. ↑  张之洞在戊戌变法、自立军起义中破坏性极大
7. ↑  . 网易. 2009-07-05  [2009-07-05]. （原始内容存档于2009-11-02）.
8. 1 2  . 凤凰网. 2008-11-02  [2009-07-05]. （原始内容存档于2022-06-16）.
9. ↑  .   [2012-12-24]. （原始内容存档于2020-07-28）.
10. ↑  《白話點評世载堂杂忆》
11. ↑  . 大洋網. 2007-06-22. （原始内容存档于2007-06-24）.
12. ↑  .   [2022-05-29]. （原始内容存档于2022-06-22）.
13. ↑  王慶寧. . 人間福報. 2015-12-04  [2018-05-10]. （原始内容存档于2021-05-15）.
14. ↑  . 大公網. 2014-05-08  [2018-05-10]. （原始内容存档于2020-07-28）.
15. ↑  . 人民網. 2011-07-11  [2013-10-06]. （原始内容存档于2020-06-17） （中文（中国大陆））.
16. ↑  許映鈞. . 人間福報.   [2015-05-30]. （原始内容存档于2021-01-10） （中文（臺灣））.
17. ↑  民國・陳夔龍，《夢蕉亭雜記》（卷1）：“當制軍▉無仕時，憑恃恩寵，嫉惡如仇，頗有赫赫之名，與南皮（張之洞）、項城（袁世凱）相鼎峙。時論南皮屠財，項城屠民，西林屠官。三屠之名，流傳幾遍中外。”
18. ↑  . 《南京藝術學院學報》. 1990, (3): 51  [2021-09-18]. （原始内容存档于2021-09-15）.